# Villebazy
Villebazy település Franciaországban, Aude megyében. Lakosainak száma 140 fő (2022. január 1.). Villebazy Belcastel-et-Buc, Gardie, Saint-Hilaire, Saint-Polycarpe és Villar-Saint-Anselme községekkel határos.

## Népesség
A település népessége az elmúlt években az alábbi módon változott:
| Lakosok száma | 118  | 121  | 95   | 100  | 125  | 128  | 127  | 135  | 139  | 140  |
|               | 1968 | 1982 | 1990 | 2006 | 2013 | 2015 | 2017 | 2019 | 2020 | 2022 |